# Lariosaurus
Lariosauridae
Famille
Genre
Lariosaurus est un genre éteint de sauroptérygiens du Trias appartenant à la famille des Lariosauridae.
Ce genre est synonyme de Ceresiosaurus.